# Half-Life
Half-Life er et first-person shooter-action-computerspil, udviklet af Valve Software, og udgivet den 8. november 1998 af Sierra Studios. Efterfølgende er udvidelsespakkerne Opposing Force og Blue Shift udkommet i henholdsvis 1999 og 2001.
I 2004 kom efterfølgeren Half-Life 2
Half-Life har vundet adskillige priser, herunder "Game of the Year 1998" (Årets spil). Derfor er der også udgivet en mindre udvidelse, kaldt Game Of The Year Edition. Flere kritikere har derudover også udnævnt spillet til at være en stor klassiker inden for computerspillets historie.
I spillet har man kontrollen over den højtuddannede fysiker Gordon Freeman, der må flygte fra et underjordisk laboratorium efter et eksperiment er gået gruelig galt. Historien bliver fortalt i real time med scriptede sekvenser frem for brug af cutscenes, som ellers var den fremherskende metode på den tid.
Spillets motor GoldSrc er en modificeret version af Quakemotoren lavet af id Software. Valve har som hyldest til dem lavet Deathmatch Classic, som er en genskabelse af multiplayer-delen af Quake.

## Historie
Spillet starter på et tidspunkt i mellem 2000 og 2009, hvor forskeren Gordon Freeman og hans kollegaer på det enorme forskningsinstitut Black Mesa Research Facility foretager et analyseeksperiment der slår fejl, og river hul i dimensionerne. Efter eksperimentet bliver Black Mesa overmandet af væsener der teleporterer ind fra dimensionen Xen. Samtidig bliver den hemmelige militær styrke, Hazardous Environment Combat Unit (HECU), sendt af sted for at dræbe væsnerne og de overlevende sikkerhedsvagter og forskere, heriblandt Gordon Freeman, da historien om de invaderende væsner ikke må blive offentligt kendt.
Efterhånden som Gordon prøver at finde en vej ud af Black Mesa, støder han flere gange på den mystiske G-Man, der tilsyneladende nøjes med at overvåge ham fra en afstand. Samtidig lykkes det de overlevende forskere og sikkerhedsvagter at organisere sig, og de beder Gordon om at hjælpe dem med at affyre en raket der måske kan lukke hullet til Xen. Dette lykkes for Gordon, men han får senere at vide at et mægtigt væsen fra Xen holder hullet åbent, og han bør finde det hemmelige Lambda kompleks, da forskerne der kan hjælpe ham yderligere.
Imens Gordon kæmper sig forbi væsnerne og HECU-styrkerne, er sidstnævnte ved at tabe kampen, og de begynder at trække sig ud.
Til sidst lykkes det Gordon, med hjælp fra et hold af overlevende forskere fra Lambda komplekset, at blive teleporteret til Xen hvor han dræber væsenernes leder Nihilianth. Efter kampen mister Gordon bevidstheden, og da han vågner igen står han overfor G-Man. G-Man fortæller Gordon, at hans arbejdsgivere har en stor interesse i ham, og Gordon bliver nu tilbudt et job. Hvis spilleren vælger at afslå jobbet, bliver Gordon efterladt på Xen til en sikker død i hænderne på Xen-væsnerne. Vælger spilleren i stedet vælger at tage imod jobbet, slutter spillet med Gordon flydende i et enormt tomrum, hvor G-Man forsikrer Gordon om at de vil mødes igen.

## Mods
- Counter-Strike
- Day of Defeat
- Team Fortress Classic
- Deathmatch Classic
- Garry's Mod
- Left 4 Dead
- Left 4 Dead 2
- Team Fortress Classic
- Team Fortress 2
- Half-Life 2: Deathmatch
- Portal
- Portal 2